# Medal Zasługi Pracy
Medal Zasługi Pracy (węg. Munka Érdemérem) – odznaczenie cywilne WRL nadawane w latach 1953–1963.
Wcześniej medal o tej samej nazwie był nadawany jako najniższy stopień z Orderu Zasługi Pracy. W 1963 Medal Zasługi Pracy również został zlikwidowany, a jego funkcję zaczął pełnić funkcję stopień brązowy Orderu Zasługi Pracy.
Otrzymało go 3 318 osób do reformy z 1954, a później jeszcze 20 652 osób.
Początkowo miał wygląd okrągłego medalu wykonanego z brązu, w 1954 zreformowano jego wygląd, tło wewnętrznego medalionu laminowano na błękitno, gwiazdę na czerwono, promienie oraz kłos i młot pozłocono, a wieniec laurowy zewnętrzny posrebrzono, a u jego podstawy znalazła się laminowana trójkolorowa węgierska flaga.
Wstążka miała barwy identyczne jak wojskowy Medal za Chwalebną Służbę w latach 1953–1964.
W 1989 zakazano używania i noszenia jakichkolwiek symboli reżimu totalitarnego (na jego awersie znajdowała się czerwona gwiazda).